# William Peryam

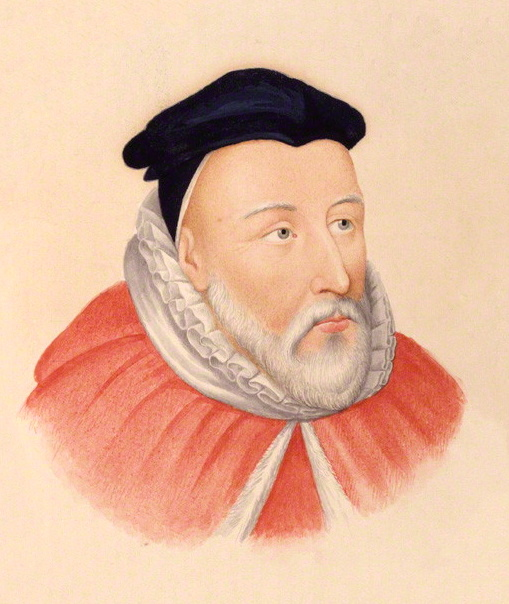
Zu Beginn des 17. Jahrhunderts entstandenes Porträt von William Peryam

Sir William Peryam (auch Periam) (* 1534 in Exeter; † 9. Oktober 1604 in Crediton) war ein englischer Richter, Adliger und Politiker.

## Herkunft und Ausbildung
William Peryam war der älteste Sohn von John Peryam († 1572) und von dessen Frau Elizabeth Hone. Sein Vater war ein wohlhabender Kaufmann aus Exeter, der zweimal als Bürgermeister von Exeter diente, doch während der Herrschaft von Maria der Katholischen ins Exil ging. Zu seinen Geschwistern gehörte der spätere Politiker John Peryam, Thomas Bodley war ein Cousin von ihm. William Peryam studierte 1551 am Exeter College in Oxford, dann am Clifford’s Inn und 1553 am Middle Temple in London. 1565 wurde er als Barrister zugelassen.

## Tätigkeit als Politiker und Jurist
Während der Herrschaft von Elisabeth I. gehörte Peryam als überzeugter Puritaner zu den Unterstützern des 2. Earl of Bedford. Er wurde bei der Unterhauswahl 1563 als Abgeordneter für Plymouth gewählt. Über seine Tätigkeit im House of Commons gibt es kaum Hinweise, außer dass die Stadt Plymouth ihm eine Belohnung zahlte, nachdem er ein Gesetz über ein Armenhaus in Plymouth eingebracht hatte. 1568 unterstützte er in Irland die Ansprüche von Sir Peter Carew auf die Besitzungen seiner Vorfahren. Dadurch kam er mit Sir John Pollard, dem President of Munster in Kontakt, der Peryam in Irland zum Richter ernannte. Peryam wandte sich jedoch an William Cecil und an das Privy Council, um wegen seiner Gesundheit und seiner Familie aus diesem Amt entlassen zu werden, und kehrte schließlich Ende der 1560er Jahre nach England zurück. Ab etwa 1569 diente er als Friedensrichter von Devon, dieses Amt übernahm er später auch noch in weiteren Grafschaften. Bei der Unterhauswahl von 1571 kandidierte er nicht erneut, sondern konzentrierte sich auf seine Arbeit als Jurist. Am 13. Februar 1581 wurde er zum Richter am Court of Common Pleas ernannt. Häufig diente er als Richter in politischen Prozessen. 1586 gehörte er zu den Richtern, die Maria Stuart verurteilten, 1589 zu den Richtern des Earl of Arundel, 1592 zu den Richtern von John Perrot und 1601 zu den Richtern des Earl of Essex. Nach dem Tod des Earl of Bedford 1585 übernahm Peryam die Patronatsrechte in Bossiney und Camelford. 1592 wurde er zum Ritter geschlagen. Im Januar 1593 wurde er Chief Baron, also Vorsitzender Richter des Court of Exchequer. Aufgrund seines Alters wurde er 1603 als Richter entlassen.
Peryams Wohnsitz war Little Fulford bei Crediton, wo er auch erheblichen Grundbesitz erworben hatte. Er wurde in der Holy Cross Church in Crediton beigesetzt.

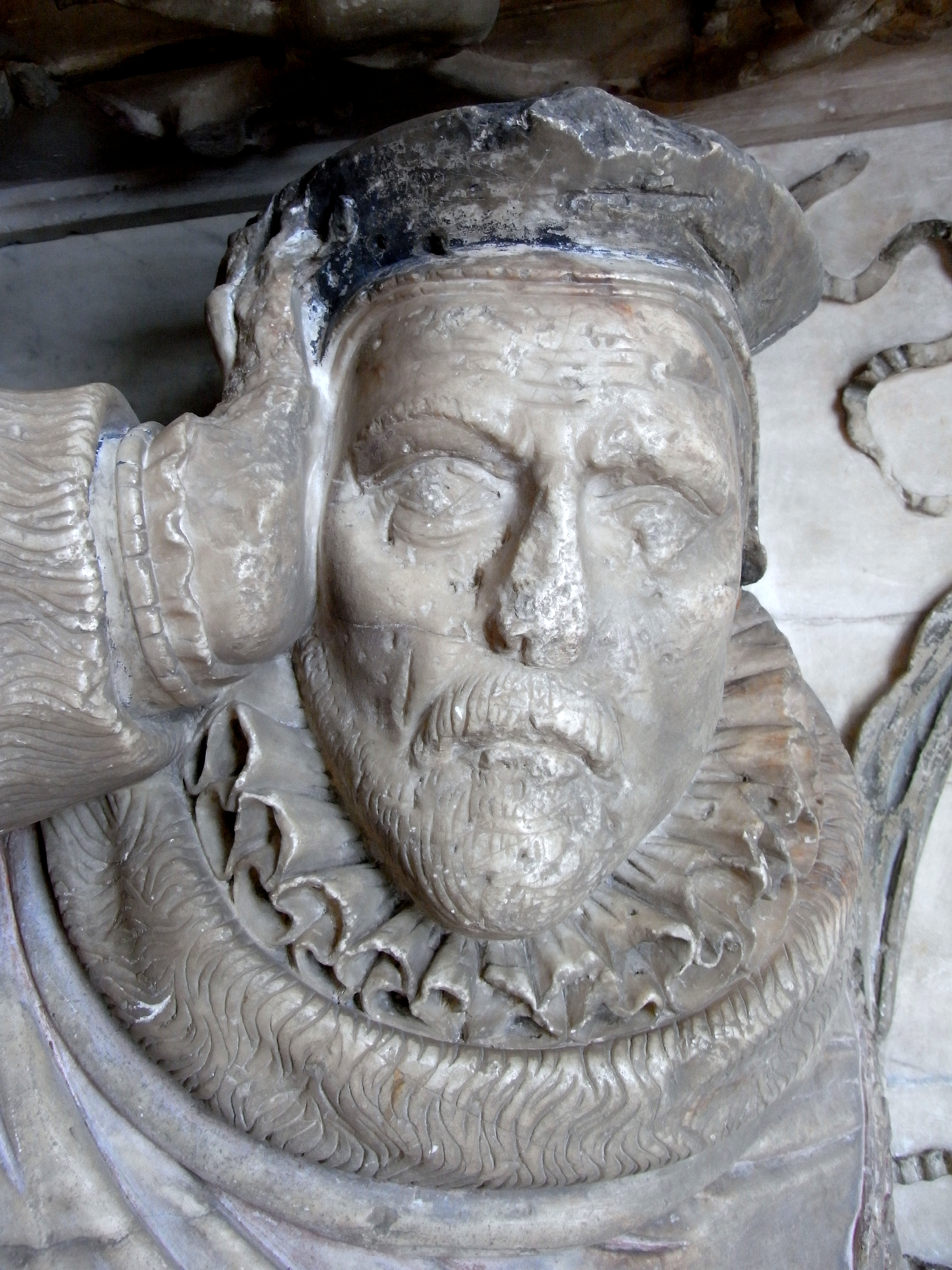
Darstellung von Peryam auf seinem Grabdenkmal in der Kirche von Crediton

## Ehen und Nachkommen
Peryam war dreimal verheiratet gewesen. In erster Ehe hatte er Margery, eine Tochter von John Holcot aus Berkshire geheiratet. In zweiter Ehe hatte er um 1574 Anne (auch Agnes) Parker, eine Tochter von John Parker aus North Molton in Devon geheiratet. Mit ihr hatte er vier Töchter, darunter: 
- Mary ⚭ William Pole
- Elizabeth ⚭ Robert Bassett
- Jane ⚭ Thomas Poyntz
- Ann ⚭ William Williams

In dritter Ehe hatte er um 1593 Elizabeth, eine Tochter von Sir Nicholas Bacon geheiratet. Sie war die Witwe von Robert Doyley und von Sir Henry Neville. Nach seinem Tod erbten seine Töchter seinen Besitz.